# Cephalachorutes
Genre
Cephalachorutes est un genre de collemboles de la famille des Neanuridae.

## Liste des espèces
Selon Checklist of the Collembola of the World (version du 28 octobre 2019) :
- Cephalachorutes anneae Queiroz & Mendonça, 2016
- Cephalachorutes asiaticus Bedos & Deharveng, 1991
- Cephalachorutes barthae Bedos & Deharveng, 1991
- Cephalachorutes caecus Bedos & Deharveng, 1991
- Cephalachorutes centurionis Bedos & Deharveng, 1991
- Cephalachorutes deharvengi Najt & Weiner, 1997
- Cephalachorutes delamarei (Murphy, 1965)
- Cephalachorutes judithae Shveenkova, 2017
- Cephalachorutes masi Thibaud, 2008
- Cephalachorutes microphthalmus (Barra, 1969)
- Cephalachorutes minimus (Massoud, 1963)
- Cephalachorutes murphyi Bedos & Deharveng, 1991
- Cephalachorutes nakaoi (Yosii, 1966)
- Cephalachorutes pestilentiae Bedos & Deharveng, 1991
- Cephalachorutes pillaii (Prabhoo, 1971)

## Publication originale
- Bedos & Deharveng, 1991 : Cephalachorutes gen. n., a new genus of tropical Neanuridae (Collembola). Tijdschrift voor Entomologie, vol. 134, no 2, p. 145-153.